# Кухарёнок, Андрей Владимирович
Андрей Владимирович Кухарёнок (бел. Андрэй Уладзіміравіч Кухаронак; род. 25 мая 1988, Могилёв) — белорусский футболист, полузащитник гомельского «Локомотива».

## Биография
Воспитанник минского клуба «СКВИЧ». Вызывался в юношескую (до 17 лет) сборную Белоруссии.
С 2005 года в течение четырёх лет выступал в высшей лиге Белоруссии за минский «Локомотив» и ФК «Гомель». Всего в высшем дивизионе провёл 53 матча и забил два гола. Автором первого гола стал 22 июня 2005 года в составе «Локомотива» в матче против «Немана» (4:1).
В 2009 году вернулся в «СКВИЧ» и за четыре сезона сыграл в его составе более 100 матчей в низших лигах. Затем выступал в первой лиге за клубы «Слоним», «Речица-2014», «Смолевичи-СТИ», «Орша».
Летом 2017 года перешёл в клуб высшей лиги Кыргызстана «Абдыш-Ата», гле выступал в течение года, за это время забил 5 голов. Серебряный призёр чемпионата Кыргызстана 2017 года.
24 января 2019 года Андрей Кухаренок пополнил состав гомельского «Локомотива», выступающего в Первой лиге белорусского чемпионата. В феврале 2022 года продлил контракт с клубом.